# Сеглабатгебе
Національний парк «Сеглабатге́бе» (англ. Sehlabathebe National Park)  — національний парк в Лесото, на півдні Африки. Площа — 6 500 га. Заснований 1970 року. Парк охоплює ділянку Драконових гір висотою до 2 500 м з численними печерами в пісковиках. Савани з деревними видами протейних. Декілька видів антилоп, ряд ендеміків (з птахів — ібіс-лисоголов південний, ягнятник, з риб — королівська форель).